# 芦源水库
芦源水库是中国江西省吉安市泰和县禾市镇境内的一座水库，位于禾水支流牛吼河上，建于1963年。水库正常库容为750万立方米，平均水深为16.50米，集雨面积为27平方千米，海拔为124.4米。